# 機動戦士Ζガンダム デイアフタートゥモロー —カイ・シデンのレポートより—
『機動戦士Ζガンダム デイアフタートゥモロー ―カイ・シデンのレポートより―』（きどうせんしゼータガンダム デイアフタートゥモロー ―カイ・シデンのレポートより―）は、ことぶきつかさの漫画作品。角川書店の雑誌『ガンダムエース』および『ガンダムエース増刊 Ζガンダムエース』にて連載された。
アニメ映画『機動戦士Ζガンダム A New Translation』シリーズに基づく外伝作品で、テレビ版『Ζガンダム』とはパラレルの関係にある。「カイレポ」と略称されている。
本項では、続編の漫画『機動戦士ガンダム デイアフタートゥモロー ―カイ・シデンのメモリーより―』も併せて記述する。

## 概要
『機動戦士Ζガンダム』の出来事であるグリプス戦役を舞台に、カイ・シデンの視点から描いたサイドストーリー形式の作品。主人公のカイがジャーナリストであることから、ガンダム作品では珍しくモビルスーツがあまり登場せず、戦闘描写は皆無に近い。ストーリーはカイとゲストキャラクターとの会話で構成されている（密室劇が多いのも特徴である）。主にカイの視点を通した原作アニメの裏側を描いており、脇役や劇場版に登場しなかったキャラクターに焦点を当てた内容となっている。
当初のプロットでは、『機動戦士ガンダム』から『Ζ』に至る間のアムロ・レイの苦悩を、カイが垣間見るというものであった。この企画自体はサンライズ側から許可されなかったが、一方でカイを主人公にしてはと打診されたことから現在のかたちになった。また、著者のガンダム漫画は『いけ!いけ!ぼくらのVガンダム!!』などパロディ作品が印象に強いが、本人は「本当はファーストガンダムのキャラクターが登場するシリアスなストーリーものをやりたかった」と単行本で述べており、作劇面でその意志が反映された作品といえる。
『Ζ』本編でカイはエゥーゴやカラバに直接参加せず独自の行動を続けていたが、この作品では後半から事実上カラバの一員として活躍している。
なお、単行本1巻の巻末ではアニメでカイを演じた古川登志夫とことぶきの対談、第2巻ではクワトロ（シャア）を演じた池田秀一をはじめ各話数に登場したゲストキャラの声をあてた声優陣からのコメントが収録されている。
連載終了後も、ガンダムエース2007年3月号および2009年1月号にて外伝作品が不定期に掲載された。

## レポート（ゲスト）
一巻
- 00：銀狐
- 01：ハヤト・コバヤシ
- 02：レコア・ロンド
- 03：ベルトーチカ・イルマ
- 04：ゲーツ・キャパ
- 05：フラウ・コバヤシ
- 06：ナミカー・コーネル
- 07：シャア・アズナブル（前編）
- 08：シャア・アズナブル（後編）

二巻
- 09：ミライ・ノア
- 10：アジス・アジバ
- 11：MSK-008 ディジェ
- 12：アムロ・レイ
- 13：クワトロ・バジーナ
- 14：Mr.ラコック
- 15：ゲーツ・キャパII
- 16：セイラ・マス
- 17：カイ・シデン

## 単行本
1. 2006年4月26日刊行 ISBN 4047138177
2. 2007年1月26日刊行 ISBN 4047138967

## 機動戦士ガンダム デイアフタートゥモロー ―カイ・シデンのメモリーより―
『機動戦士ガンダム デイアフタートゥモロー ―カイ・シデンのメモリーより―』（きどうせんし -）は、ことぶきつかさの漫画。雑誌『ガンダムエース』にて連載。前作『カイ・シデンのレポートより』の続編。ただし前作が劇場版『機動戦士Ζガンダム A New Translation』に基づいていたのに対し本作はテレビ版『機動戦士ガンダム』に基づいた世界となっている。
舞台は宇宙世紀0105年となっており、サイド3のズム・シティに建設された「一年戦争記念館」で開催されるイベント「WB展」にカイ・シデンがゲスト（実際には、元ホワイトベースクルーとしての経験をもとに、展示内容に間違いがないか確認するためのアドバイザー的な扱い）として招かれた際の出来事である。
前作同様、基本的に各キャラクターとの会話中心に構成されているが、本作では特に一年戦争の展示物にまつわるカイ自身の回想が主体となっている。

### 登場人物
ロゼ・ヤカモト
オリジナル・キャラクター。「一年戦争記念館」でのイベント「WB展」のプレオープンにてカイ・シデンの案内役を担当する女性コンパニオン。ユニフォームとして復刻されたピンクの女性用連邦軍制服を着ている。
当初はやや冷ややかな態度で今ひとつやる気の感じられない印象だったが、ガイド中に「スレッガー・ロウの軍籍記録が存在しない事実」を知った際には怒りをあらわにし、以後カイの発言を端末に記録する事にした。なお、タイトルの「カイ・シデンのメモリー」はその記録の呼称の意味を併せ持つ。
本名は「リゼ・ヤカモト」。反連邦活動を行う姉のロゼの身代わりとして参加していた。「シャアの反乱」において両親を亡くしており、ロゼ自身にはほとんど記憶がない。前述の通り、何事にも無関心で学校にも行っていなかったが、カイとの会話を続けていくうちに「それではいけない」のだと考えるようになる。
ウォン・リー
『機動戦士Ζガンダム』に登場するキャラクター。
アナハイム・エレクトロニクスの幹部。地球からやってきた要人達の心得違いを咎めるとともに、サイド3の食糧事情（食材が不味いこと）を指摘する。
ウォン・リーが行きつけの飲茶の店があるという24バンチコロニー「タイガーバウム」は『機動戦士ガンダムΖΖ』に登場する観光コロニー。
ジョブ・ジョン
『機動戦士ガンダム』に登場するキャラクター。
軍を退役後、スペースデブリの回収作業員を経てサナリィに所属。モビルスーツ開発に携わっている。
カイと同様に元ホワイトベースクルーとしてアドバイザー的な立場から参加している。
ジョブ・ジョンが口にした「マフティー」は『機動戦士ガンダム 閃光のハサウェイ』に登場する反地球連邦政府組織の名前。
バムロ曹長
『機動戦士ガンダム』第8話に登場するキャラクター。
展示品としての私物のMSを貸与しているロイ・ユング将軍付のMSパイロットとして登場。一年戦争当時はジオン軍に所属しており、カイからの「一年戦争展」に対しての問いかけには危惧を唱えた。また、「一年戦争展」の開会式当日に発生したデモを鎮めようと演説を行ったカイに協力して展示品のガンキャノン（レプリカ）を操縦した。
コウ・シュウゲン
オリジナル・キャラクター。「一年戦争展」の仕切りを任されたプロデューサー。かなりの辣腕で知られており、多くのイベントやCMを成功させた。
カイからは「一年戦争の記憶なんて到底ありそうにない年齢」と評されたが、来歴は伊達ではなくカイが独断で行ったスピーチを静観し「良い落とし所だ」と判断した。
SUN社のコンパニオン
オリジナル・キャラクター。ロゼ（リゼ）と同様にピンクの復刻連邦軍制服を着ている。「一年戦争展」に出展した自社のブースから逃げ出したハロたちを回収していた（ブースが託児所も兼ねていた為、モニター用として多数のハロが稼働していた）。
自社製品以外にもアムロ謹製と思われる個体やカミーユが使っていたと思しき個体を展示していた。

### 単行本
1. 2010年10月26日刊行 ISBN 4047155578
2. 2012年11月26日刊行 ISBN 4041205298